# ViaMobilidade
ViaMobilidade est une société brésilienne filiale de la Companhia de Concessões Rodoviárias (CCR), responsable de l'exploitation, de la maintenance et des investissements de la ligne 5 - Lilas du métro de São Paulo pendant 20 ans (2018-2038), par le biais d'un contrat de concession public-privé, en partenariat avec le gouvernement de l’État de São Paulo.

## Histoire
La société signe, le 5 avril 2018, un contrat de concession, pour les lignes 5 et 17 du métro de São Paulo avec le gouvernement de l'État de São Paulo, lors de l'inauguration de la station de Moema.

## Concessions
La société est concessionnaire de la Ligne 5 du métro de São Paulo. La société reprend la ligne, qui est actuellement opérationnelle de Capão Redondo à Moema, le 4 août 2018 après une formation de ses équipes d'une durée de 120 jours, organisée par le Métro de São Paulo.